# Salacia kanukuensis
Salacia kanukuensis là một loài thực vật có hoa trong họ Dây gối. Loài này được A.C.Sm. miêu tả khoa học đầu tiên năm 1939.